# Yernes y Tameza
Yernes y Tameza község Spanyolországban, Asztúria autonóm közösségben. Yernes y Tameza Grado, Proaza és Teverga községekkel határos. Lakosainak száma 136 fő (2024).

## Népesség
A település népessége az utóbbi években az alábbiak szerint változott:
| Lakosok száma | 215  | 206  | 213  | 185  | 166  | 166  | 140  | 132  | 133  | 136  |
|               | 2001 | 2004 | 2007 | 2009 | 2012 | 2014 | 2017 | 2019 | 2022 | 2024 |